# Prins Georg
 For alternative betydninger, se Prins Georg (flertydig). (Se også artikler, som begynder med Prins Georg)
Prins Georg af Danmark (16. april 1920 – 29. september 1986) var en dansk prins, der var søn af Prins Axel, barnebarn af Prins Valdemar og oldebarn af Christian 9.

## Biografi

### Tidlige liv
Prins Georg blev født den 16. april 1920 i villaen Bernstorffshøj nær Bernstorff Slot i Gentofte som Prins Georg Valdemar Carl Axel til Danmark. Han var ældste søn af Prins Axel og Prinsesse Margaretha.
Han fik en omfattende uddannelse i militæret, og under 2. verdenskrig var han meget respekteret under tjenesten på Jægersborg kaserne.

### Ægteskab
Prins Georg giftede sig 16. september 1950 på Glamis Castle i Skotland med Anne Bowes-Lyon fra England, som ved vielsen skiftede navn til Prinsesse Anne. Prinsesse Anne var datter af major John Herbert Bowes-Lyon, der var bror til Dronning Elizabeth af Storbritannien.
Modsat sin bror Grev Flemming af Rosenborg beholdt Prins Georg sin arveret til tronen og prinsetitlen efter sit ægteskab.

### Senere liv
I forbindelse med ændringen af Tronfølgeloven i 1953, der begrænsede arveretten til efterkommere af Christian 10. mistede Prins Georg sin arveret til tronen. Som konsekvens heraf skiftede hans titel fra Prins til Danmark til Prins af Danmark.
Han avancerede til oberst i 1967 og var militærattache i London, efterfølgende forsvarsattache i Paris, militær- og flyverattache i Bern og til sidst forsvarsattache i London og Haag.
Prinsesse Anne døde 26. september 1980 i London. Prins Georg overlevede sin hustru med 6 år og døde i København 29. september 1986. De er begge begravet i Bernstorff Slotspark.

## Titler, prædikater og æresbevisninger

### Titler og prædikater
- 1920-1953: Hans Højhed Prins Georg til Danmark
- 1953-1986: Hans Højhed Prins Georg af Danmark

### Æresbevisninger

#### Danske dekorationer
- Danmark: Ridder af Elefantordenen (R.E.)  (1938)